# Microcaryum pygmaeum
Microcaryum pygmaeum là loài thực vật có hoa trong họ Mồ hôi. Loài này được (C.B. Clarke) I.M. Johnst. mô tả khoa học đầu tiên năm 1924.